# Eparchia di Velikij Ustjug

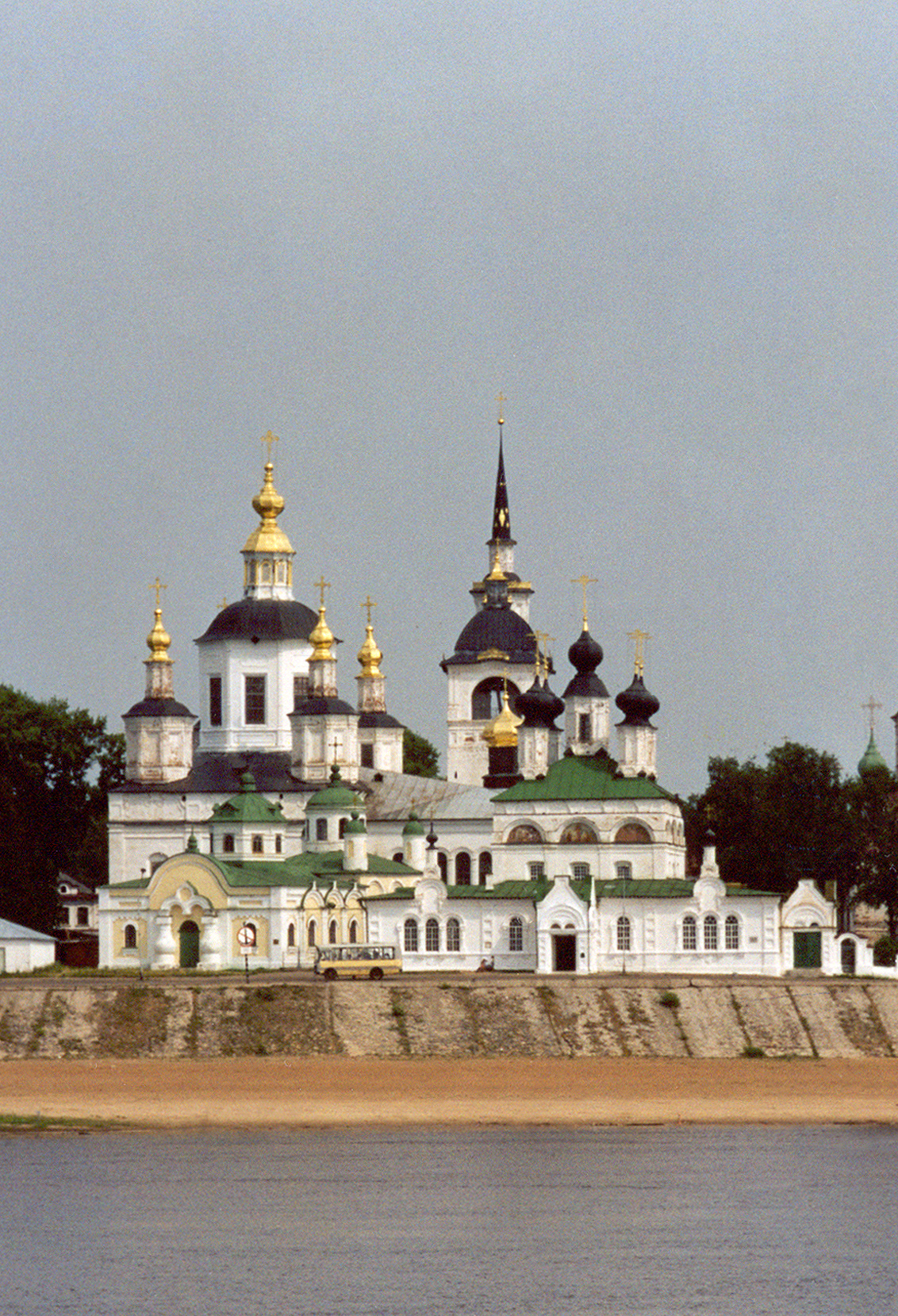
Il complesso cattedralizio di Velikij Ustjug.

L'eparchia di Velikij Ustjug (in russo Великоустюжская епархия?) è una diocesi della Chiesa ortodossa russa, appartenente alla metropolia di Vologda.

## Territorio
L'eparchia comprende i rajon Velikoustjugskij, Babuškinskij, Kičmengsko-Gorodeckij, Nikol'skij, Totemskij, Njuksenskij e Tarnogskij nella oblast' di Vologda nel circondario federale nordoccidentale.
Sede eparchiale è la città di Velikij Ustjug, dove si trovano le cattedrali della Dormizione di Maria e di San Procopio.
L'eparca ha il titolo ufficiale di «eparca di Velikij Ustjug e Tot'ma».

## Storia
L'eparchia è stata eretta dal Santo Sinodo della Chiesa ortodossa russa il 23 ottobre 2014, ricavandone il territorio dall'eparchia di Vologda.